# Разочарование

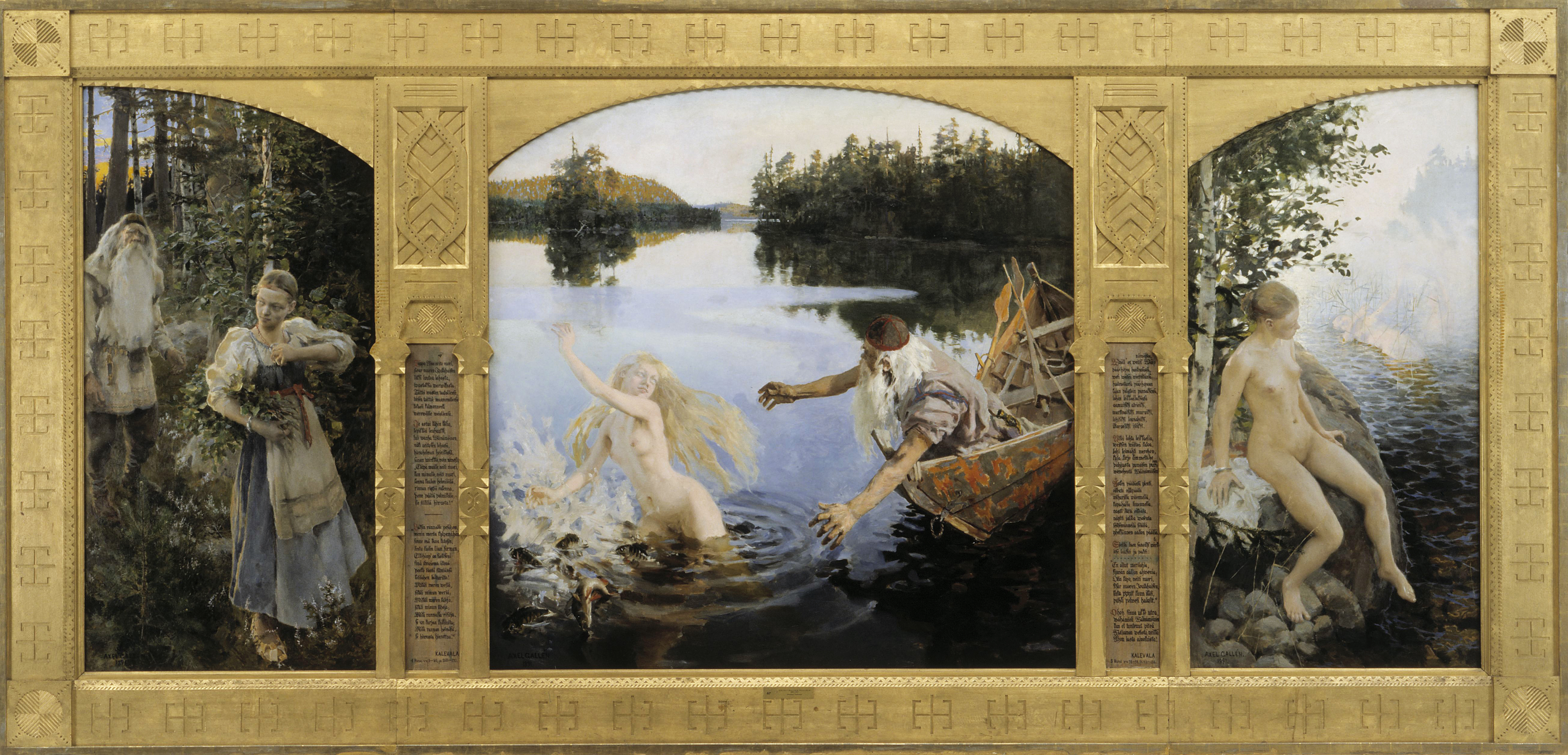
Триптих Легенда об Айно, худ. Аксели Галлен-Каллела

Разочарова́ние — отрицательно окрашенное чувство, вызванное несбывшимися ожиданиями, надеждами или мечтаниями, чувство неудовлетворённости по поводу чего-нибудь не оправдавшего себя, неудавшегося. Разочарование можно считать одной из форм фрустрации, но в случае разочарования человек перестаёт бороться за получение желаемого. Согласно словарю Даля — «…Человеку суждено почасту разочаровываться, ошибаться и познавать ошибки свои; также быть слишком доверчивым к людям».

За всяким очарованием неизбежно следует разочарование — таков закон жизни. Эпоха перехода из юношества в мужество обыкновенно сопровождается разочарованием. Виссарион Белинский. Русская литература в 1840 году.

Левин был женат третий месяц. Он был счастлив, но совсем не так, как ожидал. На каждом шагу он находил разочарование и новое неожиданное очарование. Лев Толстой. Анна Каренина.